# John Maffey
John Loader Maffey (1er juillet 1877 - 20 avril 1969) est un diplomate britannique qui est une figure clé des relations anglo-irlandaises pendant la Seconde Guerre mondiale.

## Biographie
Maffey est le plus jeune fils de Thomas Maffey, un voyageur de commerce de Rugby, Warwickshire, et de sa femme, Mary Penelope, fille de John Loader. Il fait ses études à la Rugby School et à Christ Church, à Oxford.
Il entre dans la fonction publique indienne en 1899, et est notamment secrétaire adjoint du commissaire en chef de la province de la frontière du Nord-Ouest de 1912 à 1916, puis secrétaire privé du vice-roi de l'Inde Frederic Thesiger de 1916 à 1920, puis chef Commissaire de la Province Frontière du Nord-Ouest de 1921 à 1924. Après un désaccord avec le gouvernement britannique en 1924, Maffey démissionne de la fonction publique indienne. En 1926, il devient gouverneur général du Soudan, et en 1933 sous-secrétaire d'État permanent aux colonies.

## Représentant en Irlande
Le 14 septembre 1939, deux semaines après le déclenchement de la Seconde Guerre mondiale, Maffey arrive à Dublin pour discuter de la possibilité que le Royaume-Uni nomme un représentant britannique en Irlande . Plus tard, à la suite d'une discussion au cabinet de guerre britannique, Maffey est renvoyé à Dublin avec une lettre du Premier ministre Neville Chamberlain appelant une fois de plus à la nomination d'un «représentant». Le Royaume-Uni n'accepterait pas de nommer un ambassadeur ou un ministre, car cela impliquerait la reconnaissance que l'Irlande est un pays étranger en dehors du Commonwealth. En revanche, l’Irlande n’accepterait pas la nomination d’un haut-commissaire en Irlande, car cela impliquerait que l’Irlande faisait partie du Commonwealth, ce que le gouvernement irlandais n’a pas accepté . En guise de compromis, Chamberlain propose le titre de «représentant du Royaume-Uni en Éire», mais de Valera le rejette, insistant pour que le mot «in» soit remplacé par «to». Et ainsi "le représentant du Royaume-Uni à l'Éire" est convenu et Maffey est nommé le 3 octobre 1939 . Pour de Valera, le changement signifie l'indépendance, la souveraineté et l'égalité de l'Irlande avec le Royaume-Uni .
Chamberlain fait remarquer que le titre "semblerait bien adapté à une nomination comme celle-ci, qui est essentiellement un arrangement d'urgence destiné à faire face à une situation temporaire mais urgente" . Après que Maffey ait pris son poste en tant que «représentant», il y eut des rapports selon lesquels l'armée républicaine irlandaise pourrait l'enlever ou le tuer .
Maffey occupe le poste tout au long des années de guerre et jusqu'à sa retraite en 1949. Pendant la guerre, il est sans aucun doute le plus important diplomate étranger résidant à Dublin, compte tenu des complications de la politique de neutralité de l'Irlande. En tant que «Représentant du Royaume-Uni en Irlande», Maffey établit rapidement une bonne relation de travail avec Éamon de Valera. De Valera est personnellement en faveur des alliés mais ne faisait pas nécessairement confiance aux Britanniques pour veiller aux meilleurs intérêts de l'Irlande. Maffey joue un rôle essentiel dans la médiation entre le «Warlord» Churchill et le «Chief» de Valera.
Lorsque de Valera est remplacé par une coalition, dirigée par John A. Costello, en 1948, Maffey établit de bonnes relations de travail avec ses membres, mais il est cinglant sur la manière maladroite avec laquelle la déclaration d'une République est traitée: "M.Costello a géré les affaires de manière désinvolte et amateur".
Il encourage John Betjeman, l'attaché de presse, à établir des relations amicales avec des personnalités éminentes et montantes du monde littéraire de Dublin, comme Patrick Kavanagh ; Maffey lui-même suggère le sujet d'un des poèmes de Kavanagh.
Dans son mémoire «La question irlandaise en 1945»  adressé au secrétaire d'État aux Dominions, Maffey exprime son point de vue: «Aujourd'hui, après six ans de détachement, l'Irlande est plus que jamais un pays étranger. Elle est tellement dominée par l'Église nationale catholique qu'elle est presque un État théocratique. Le gaélique est appliqué afin de montrer que l'Irlande n'est pas l'une des nations anglophones; les jeux étrangers sont mal vus, la censure de guerre a été mal appliquée à des fins anti-britanniques, le sentiment anti-britannique est favorisé à l'école et par l'Église et l'État par un système d'endoctrinement de l'ennemi héréditaire. Il y a probablement un sentiment anti-britannique plus répandu en Irlande aujourd'hui que jamais auparavant. " Commentant une récente attaque de Churchill contre de Valera, Maffey déclare: «Rien n'a aidé plus M. de Valera que l'attaque personnelle de M. Churchill. . . . Les Irlandais sont une race très distincte, et leurs caractéristiques marquées persistent fortement. . . . Il subsiste encore la sombre souche milésienne, l'esprit de vendetta tribale, la haine et le blarney, le fanatisme religieux, les alternances rapides entre la cruauté et le rire. Une connaissance des tribus de la frontière nord-ouest de l'Inde est une bonne introduction à la compréhension des Irlandais. Ce sont à la fois des personnes très remarquables et attrayantes à bien des égards, avec les mêmes problèmes mentaux. Nous avons été assez sages pour ne pas tenter de placer les Afridis sous notre domination directe. " Il a poursuivi: «M. de Valera n'est pas lui-même un ennemi de l'Angleterre, comme M. Frank Aiken, le ministre des Finances, l'est. . . . Il y a très peu d'Irlandais dans M. de Valera. On lui fait confiance en raison de son austérité et de son approche mathématique froide des problèmes anglo-irlandais. Il comprend l'étroitesse de l'esprit irlandais et ne s'aventure pas sur des voies plus larges, bien qu'il ait certainement pu conduire son peuple hors de l'esclavage spirituel en 1941, lorsque l'Amérique est entrée en guerre. "
Maffey estime que "nous pouvons maintenant parler à l'Eire sur une base factuelle, froide et marchande, sachant parfaitement que les cartes sont entre nos mains." Il poursuit: «Il faut admettre qu'en attribuant le statut de Dominion à l'Irlande, nous avons placé entre des mains hostiles le pouvoir d'affaiblir la conception et les responsabilités du statut de Dominion. L'Irlande n'a aucun des attributs d'une Dominion. C'est une "Ecosse" qui a mal tourné, et nous ne pouvons pas nous permettre de la laisser complètement séparée de la zone stratégique et économique d'Angleterre, d'Écosse et du Pays de Galles. " S'agissant de l'Irlande du Nord, Maffey fait remarquer: «Malheureusement, il n'est pas possible de nous sentir satisfaits de la situation en Irlande du Nord. Le gouvernement unioniste combat un ennemi insidieux qui gagne sur eux. Leur urne n'est pas sûre pendant une période contre le taux de natalité catholique. La loyauté de la garnison locale n'est pas une preuve contre les attraits d'un taux d'imposition sur le revenu plus bas en Irlande. Ils sont vulnérables aux critiques du monde. Le gouvernement britannique ne peut pas se permettre d'ignorer la déclaration faite en novembre 1944 par l'archevêque catholique de Westminster, le très révérend. Dr. Griffin, qu'il y a actuellement des persécutions religieuses en Irlande du Nord . "
En février 1947, Maffey est élevé à la pairie en tant que baron Rugby, de Rugby dans le comté de Warwick.
Son portrait est exposé à la National Gallery of Ireland.

## Famille
Il épouse Dorothy Gladys Huggins, fille de Charles Lang Huggins, le 28 août 1907. Ils sont les parents de trois enfants: Alan, Henry et Penelope.
Leur fille unique, Penelope, épouse le héros de guerre et le député conservateur Sir William Aitken (homme politique) (en) qui devient un mondain bien connu. Elle est la mère de l'ancien politicien conservateur Jonathan Aitken et de l'actrice Maria Aitken (en). Ses petits-enfants sont l'acteur Jack Davenport, l'artiste et environnementaliste Alexandra Aitken (également connue sous le nom d'Uttrang Kaur Khalsa (en)), Victoria Aitken et William Aitken.
Lord Rugby est décédé en avril 1969, à l'âge de 91 ans. Il est remplacé dans la baronnie par son fils aîné Alan Loader Maffey.